# Фондова борса
Фондовата борса (на английски: Stock Exchange) e специализирана финансова борса за търговия с ценни книжа - акции, облигации и др., от търговци на капитали чрез брокери.
Обикновено има централно място, най-малкото за пазене на записите. Търговията става все по-малко свързана с физическото място напоследък и модерните пазари са електронни мрежи, които им дават предимства като бързина и стойност на трансакциите.

## Етимология
Терминът на български борса идва от френското "bourse", който според някои произлиза от латинското bursa, което означава чанта.

## Галерия
- Лондонска фондова борса
- Бомбайска фондова борса
- Нюйоркска фондова борса
- Фондова борса в Торонто
- Фондова борса в Сидни
- Миланска фондова борса
- Франкфуртска фондова борса
- Парижка фондова борса
- Хонконгска фондова борса
- Фондова борса в Мадрид
- SWX Шведска борса
- Борса в Осака
- Фондова борса в Сао Пауло
- Мексиканска фондова борса
- Тайванска фондова борса
- Шанхайска фондова борса